# Тауш (Пермский край)
Тауш — село в Чернушинском районе Пермского края. Административный центр Таушинского сельского поселения.
Село находится примерно в 8 км к югу от центра города Чернушки на реке Таушка, правом притоке реки Быстрый Танып.

## Население
По результатам переписи 2010 года численность населения составила 891 человек, в том числе 439 мужчин и 452 женщины.
В 2005 году численность населения составляла 888 человек.
Ранее численность населения составляла: 325 человек (1869 год), 861 человек (1926 год), 906 человек (2002 год).

## История
Тауш упоминается в письменных источниках с 1830 года, статус села с 1852 года. Тауш был административным центром Таушинской волости Осинского уезда и Таушинского сельского совета.

## Известные уроженцы
- Иванов Степан Гаврилович (1914—1983), Герой Советского Союза.